# Delias argenthona
The Scarlet Jezebel or Northern Jezebel (Delias argenthona) là một loài bướm kích thước trung bình thuộc họ Pieridae, được tìm thấy ở Úc.

## Hình ảnh

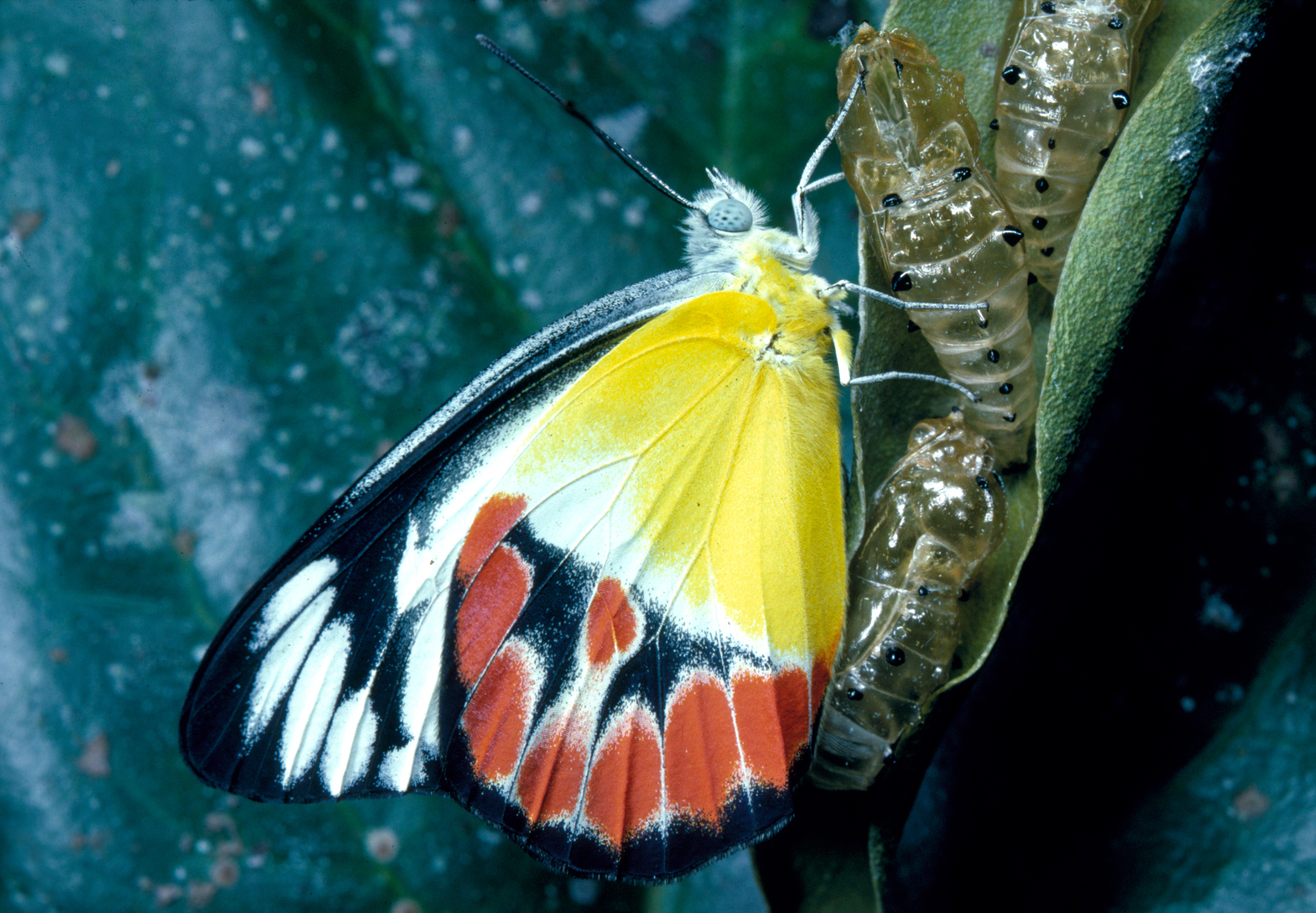
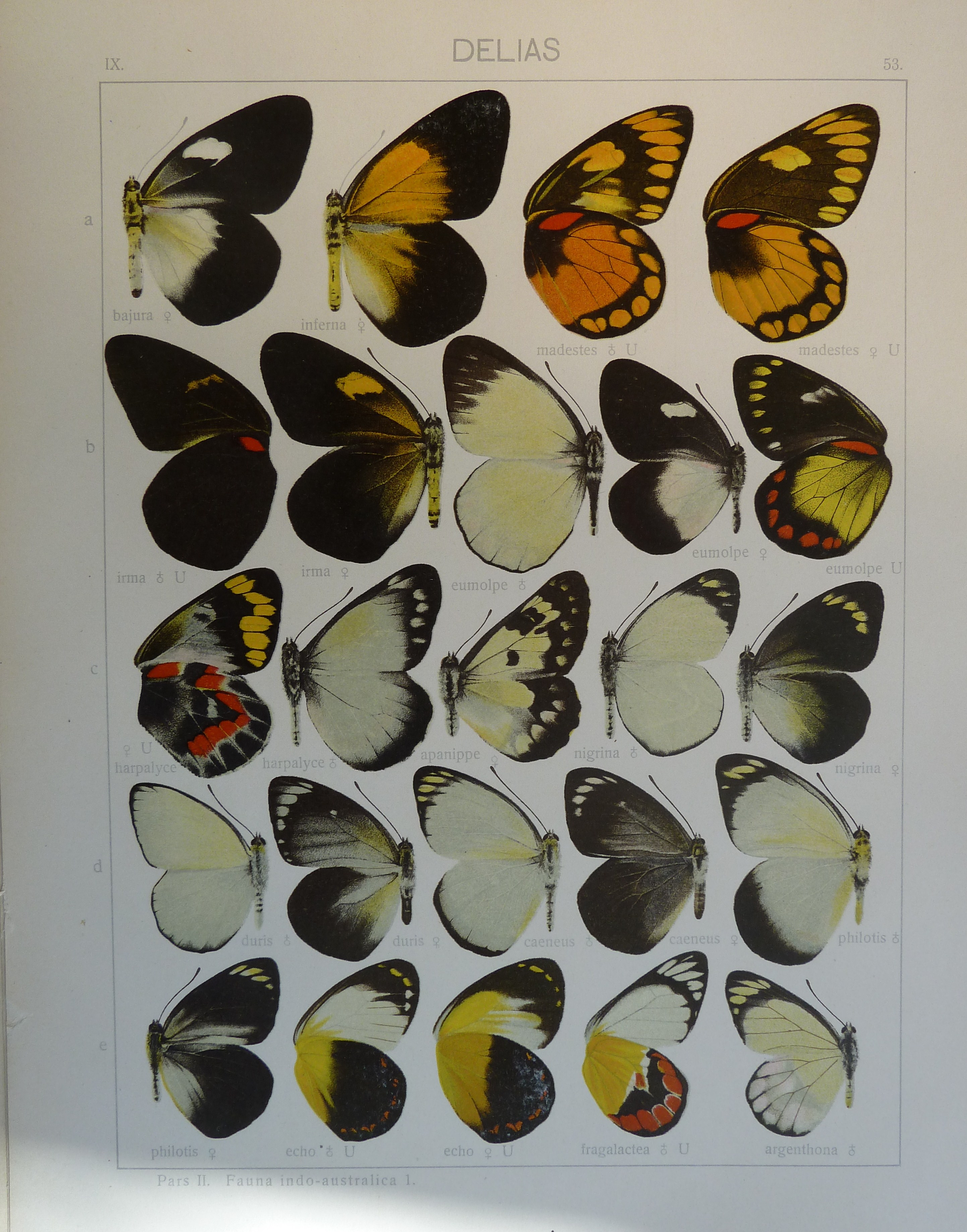
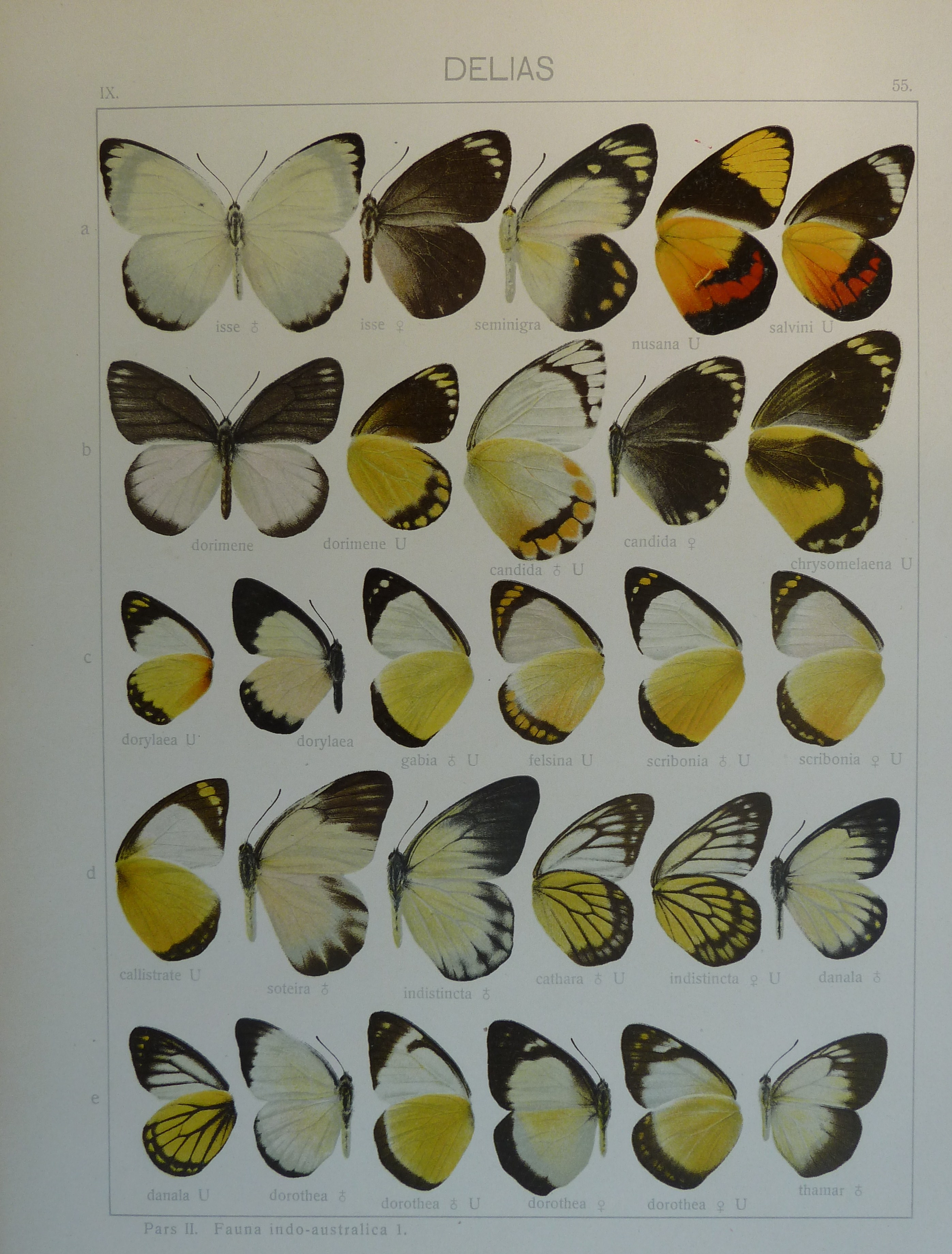